# Emily Kong
Emily Kong Chien Ling (chiń. upr. 建灵空; chiń. trad. 建靈空; pinyin Kõng Jiàn Líng; ur. 7 sierpnia 1990 w Kuala Lumpur, zm. 9 marca 2019 tamże) – malezyjska aktorka i piosenkarka znana też jako Jiang Qian Ling (江倩龄). Film „Love Endures”, w którym zagrała ze znanym aktorem z Hongkongu Liu Kai-chi, był jej pierwszą główną rolą i zapoczątkował jej karierę aktorską. 9 marca 2019 roku zginęła w wypadku drogowym.

## Życiorys

### Kariera
Zyskała popularność dzięki rolą w takich filmach jak „Ban Shou Shao Nu”, „My Surprise Girl” i „Get Hard”. Wzięła również udział w programie muzycznym „Sing! China” w 2018 roku.

### Życie prywatne
W listopadzie 2015 roku poślubiła swojego wieloletniego przyjaciela Wong Wei Jinga.

### Śmierć
Zginęła 9 marca 2019 roku w wieku 29 lat w wypadku drogowym na drodze Jalan Kuchai Lama w Kuala Lumpur, kiedy straciła panowanie nad pojazdem i uderzyła w drzewo. Ceremonia pogrzebowa odbyła się następnego dnia w kościele Zgromadzenia Pełnej Ewangelii Kuchai Lama.

## Filmografia

### Dramy
| Rok  | Tytuł                           | Rola    | Stacja telewizyjna | Uwagi           |
| ---- | ------------------------------- | ------- | ------------------ | --------------- |
| 2012 | Dreaming of Sunshine (飞跃阳光) |         | ntv7               | Gościnny występ |
| 2013 | The Enchanted (浴女图)          |         | ntv7               | Gościnny występ |
| 2014 | Daddy Dearest (阿爸)            |         | ntv7               | Gościnny występ |
| 2015 | Vengeance Code (复仇密码)       | Zhao Yi | TV2                |                 |
| 2017 | Revolving Heart (客串)          |         | ntv7               | Gościnny występ |
| 2018 | Original SIN (原生之罪)         |         | iQIYI              |                 |

### Filmy
| Rok  | Tytuł            | Rola            | Uwagi           | Przy. |
| ---- | ---------------- | --------------- | --------------- | ----- |
| 2014 | The Cabin Crew   |                 | Gościnny występ |       |
| 2015 | Love Endures     | Jiang Cong Ming |                 | [ 5 ] |
| 2016 | Ban Shou Shao Nu | Yiju Wang       |                 |       |
| 2017 | My Surprise Girl | Yu Fang         |                 | [ 5 ] |
| 2018 | Get Hard         | Stepheni        |                 | [ 5 ] |